# À la folie !
Pour les articles homonymes, voir À la folie.
À la folie ! est le treizième album de la série de bande dessinée Titeuf écrite et dessinée par Zep. L'album est sorti le 30 août 2012.

## Synopsis
Une élève à l'histoire douloureuse arrive dans l'école de Titeuf. La nommée Ramatou et Titeuf ne se quittent plus, au grand désespoir de Nadia.

## Liste des histoires
1. Pluie acide
2. Le cours de dessin
3. Far west
4. Le grand bleu dans la tronche
5. Le complot
6. Crotte around the world
7. Tata nature
8. Morvax est trop fort
9. Le cours de secourisme
10. Supertiteuf
11. Indiana Jones
12. Ma petite sœur chérie
13. La battle de bulles de nez
14. Prédator
15. L'ordonnance de la honte
16. La nouvelle
17. Food story
18. Cours de langue
19. Le défilé au pollen
20. Ramatou
21. Désintox
22. Liquidation
23. Chute de dictateurs
24. Devinette
25. Nano titeuf
26. Couleur café
27. L'invit'
28. Les règles du jeu
29. Le rendez-vous
30. Les recycleurs
31. Les cailloux
32. Zéro de graffiti
33. Le mystérieux monsieur Zitman
34. Ma petite sœur chérie 2
35. after cassoulet
36. La casquette du mystère
37. Le roi du monopoly
38. Titeufosaurus rex
39. Le shampooing au yaourt
40. Le beau parti

## Anecdotes
- Tout comme l'album précédent, Zep a réalisé une histoire de plusieurs pages (5) comme prélude. L'histoire pourrait s'intituler Titeufette ou encore Titeuf dans la peau d'une fille.

- Depuis le premier tome, c'est le temps d'écart le plus long entre deux albums de Titeuf. Le sens de la vie étant sorti en 2008, c'est seulement quatre ans plus tard que sort ce nouvel opus. Ce grand décalage est dû à la participation de l'auteur à l'adaptation cinématographique de Titeuf en 2011. Du premier au septième tome, Zep sortait un nouvel album chaque année. Entre 1998 et 2008, les albums sont parus tous les deux ans.

- Parmi les nouveaux personnages on trouve : Ramatou (La nouvelle) Celle-ci est la nouvelle amoureuse de Titeuf. On apprend qu'elle a survécu à une fusillade dans son pays natal. Elle ne parle pas bien le français au début du livre mais Titeuf se trouve changé à ses côtés. Samuel, un élève voisin de devant de Titeuf en classe (Pluie acide), Monsieur Lecoq qui se rend dans la classe de Titeuf pour prévenir les élèves des dangers du monde extérieur. (Le complot), Patti l'amie 100 % écologique de la mère de Titeuf. (Tata Nature). Le secouriste, il se rend dans la classe de Titeuf pour montrer les gestes nécessaires qui peuvent sauver des vies aux élèves. (Le cours de secourisme) ainsi que Le parrain de François, un homme d'affaires très riche qui possède un appartement immense rempli d'ordinateurs et d'objets chers. (Le Roi du Monopoly).
- Dans l'attente de ce nouveau tome, un site internet s'est exceptionnellement créé : Titeuf13.com. En plus d'informations liées à la prochaine sortie de la BD, les fans pouvaient s'amuser à créer des histoires fictives à partir d'une machine intituler "Machine à Buzz".